# Општина Комишани (Дамбовица)
Комишани (рум. Comişani) општина је у Румунији у округу Дамбовица.
Oпштина се налази на надморској висини од 229 m.